# Los muchachos de la calle Pal
Los muchachos de la calle Pal (en húngaro, A Pál-utcai fiúk) es una película dramática húngara de 1969 dirigida por Zoltán Fábri y basada en la novela juvenil de 1906 A Pál utcai fiúk de Ferenc Molnár. Fue nominada al Óscar a la Mejor Película en Lengua Extranjera. Cuenta con actores infantiles de habla inglesa (estadounidenses y británicos) (liderados por Anthony Kemp como Ernő Nemecsek) acompañados de adultos húngaros, incluida la actriz favorita de Fábri, Mari Törőcsik, como la madre de Nemecsek. Actualmente, es aclamada como la mejor y más fiel adaptación de la novela original de Molnár y una película clásica en Hungría.

## Reparto
- Mari Törőcsik como La madre de Nemecsek
- Sándor Pécsi como El profesor Rácz
- László Kozák como Janó
- Anthony Kemp como Ernő Nemecsek
- William Burleigh como Boka
- John Moulder-Brown como Geréb
- Robert Efford como Csónakos
- Mark Colleano como Csele
- Gary O'Brien como Weisz
- Martin Beaumont como Kolnay
- Paul Bartlett como Barabás
- Earl Younger como Leszik